# Thesprotia macilenta
Thesprotia macilenta es una especie de mantis de la familia Thespidae.

## Distribución geográfica
Se encuentra en Bolivia, Brasil, Costa Rica, Colombia y Paraguay.